# Saint-Front-sur-Lémance

Saint-Front-sur-Lémance este o comună în departamentul Lot-et-Garonne din sud-vestul Franței. În 2009 avea o populație de 565 de locuitori.

## Evoluția populației
| An        | 1975 | 1982 | 1990 | 1999 | 2006 | 2009 |
| --------- | ---- | ---- | ---- | ---- | ---- | ---- |
| Populație | 700  | 637  | 631  | 576  | 570  | 565  |